# Multisportsarrangement
Multisportsarrangement er store konkurrencer eller arrangementer hvor mange forskellelige sportsgrene er repræsenteret, de bedst kendte eksempel er De olympiske lege. Efter samme model som de olympiske lege har vi også f.eks. de asiatiske lege og Commonwealth Games. Disse kendetegnes som store, internationale arrangementer hvor det i løbet af en to-tre ugers tid bliver konkurreret i flere forskellige discipliner. Konkurrencerne afholdes uafhængigt af hverandre og bliver ikke organiseret som et cup, men hvor man vinder medaljer etter hvor godt man klarer sig. 
Siden disse arrangementer er store og kostbare, holder man dem som regel med nogen få års mellemrum.

## Eksempler
Eksempler på multi-sportsarrangementer:
- Olympiske sommerlege
- Olympiske vinterlege
- Central American and Caribbean Games
- Commonwealth Games